# Атшу, Франко
Франко Атшу (фр. Koffi Franco Atchou; 3 декабря 1995 года, Хеджеган) — тоголезский футболист, защитник клуба «Фремад Амагер» и сборной Того.

## Карьера

### Клубная
Воспитанник клуба «Динамик Тоголе». В нём он начал профессиональную карьеру. В 2017 год Атшу перебрался в Нигерию, где он выступал за «Эньимбу». В 2018 году тоголезец переехал в Европу и подписал контракт с датским клубом Первого дивизиона «Фремад Амагер».

### В сборной
Франко Атшу несколько лет выступал за молодёжную сборную Того. За главную национальную команду он впервые сыграл в 2016 году в товарищеском матче против сборной Уганды. В 2017 году попал в заявку Того на Кубке африканских наций в Габоне